# Мшанець (притока Дністра)
Мша́нка (інша назва — Мшане́ць) — річка в Польщі та Україні (в межах Самбірського району Львівської області). Ліва притока Дністра (басейн Чорного моря).

## Опис
Довжина 21 км, площа басейну 107 км². Мшанець — типово гірська річка з кам'янистим дном і численними перекатами та порогами. Характерні паводки після сильних дощів чи під час відлиги. 

## Розташування
Мшанець бере початок на території Польщі, на північно-східному схилі хребта Остре. Входить на територію України біля села Мшанець, а біля села Головецько впадає у Дністер. Тече спершу на північний схід, потім — на південний схід. 

## Цікаві факти
- Мшанка — перша порівняно повноводна притока Дністра.
- У далекому минулому річка належала до басейну Сяну, але внаслідок ерозійних процесів, відомих як річкові перехоплення, вона стала притокою Дністра.